# Riacho de Santana (Bahia)
Riacho de Santana is een gemeente in de Braziliaanse deelstaat Bahia. De gemeente telt 30.602 inwoners (schatting 2009).